# Salons (Baudelaire)
 (janvier 2016).
 (janvier 2016).
- Si vous ne connaissez pas le sujet, laissez ce bandeau (vous pouvez alors contacter les auteurs).
- Si vous supprimez le contenu mis en cause (vous pouvez préalablement contacter les auteurs),

argumentez précisément cette suppression dans la page de discussion
(un manque de référence n'est pas un argument ; une recherche réelle de référence doit avoir été effectuée, être formellement documentée).

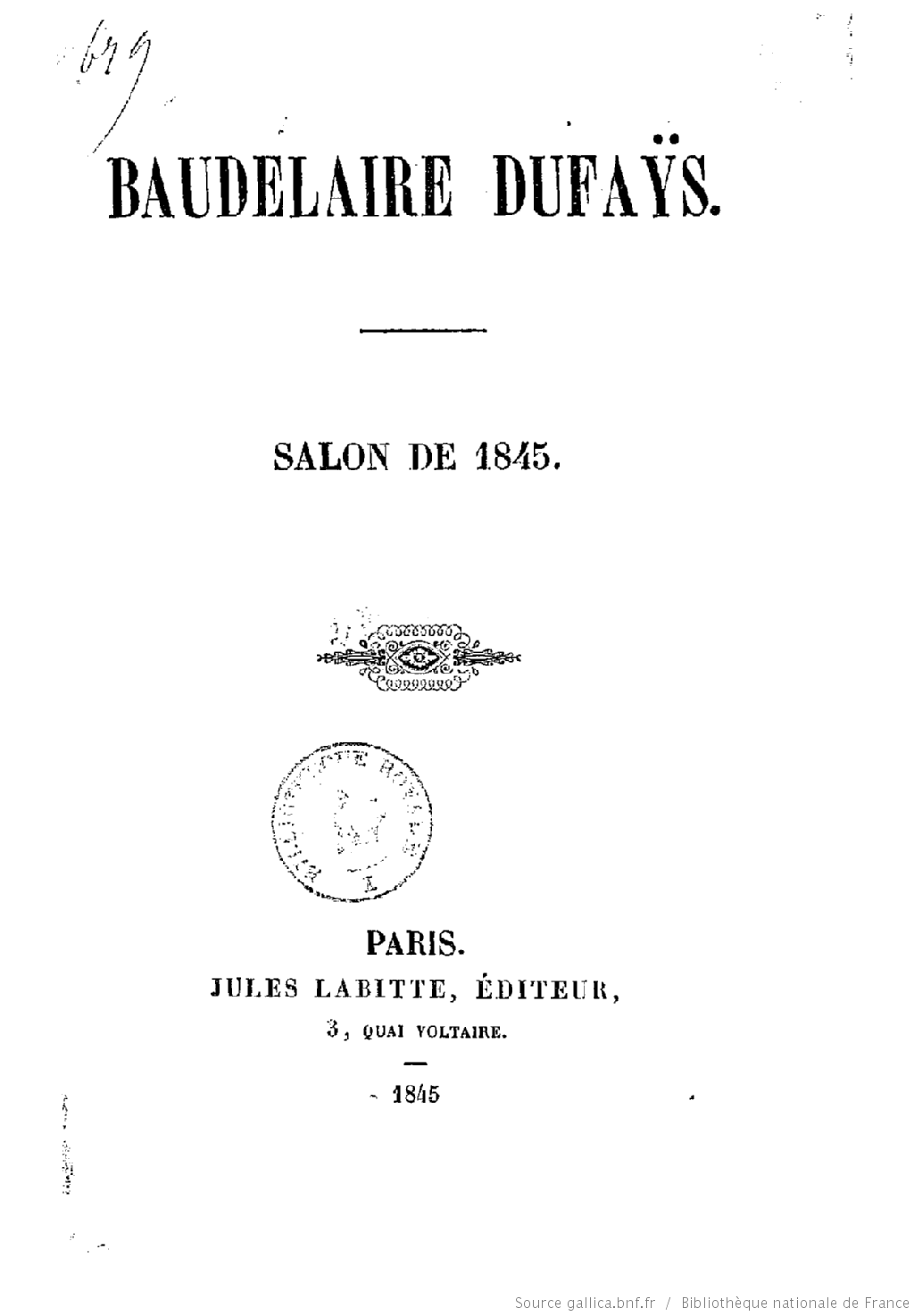
Salon de 1845, Charles Baudelaire

Les Salons de Charles Baudelaire, sont des critiques des œuvres exposées lors des salons d'arts parisiens de 1845, 1846 et 1859. 

## Salon de 1845

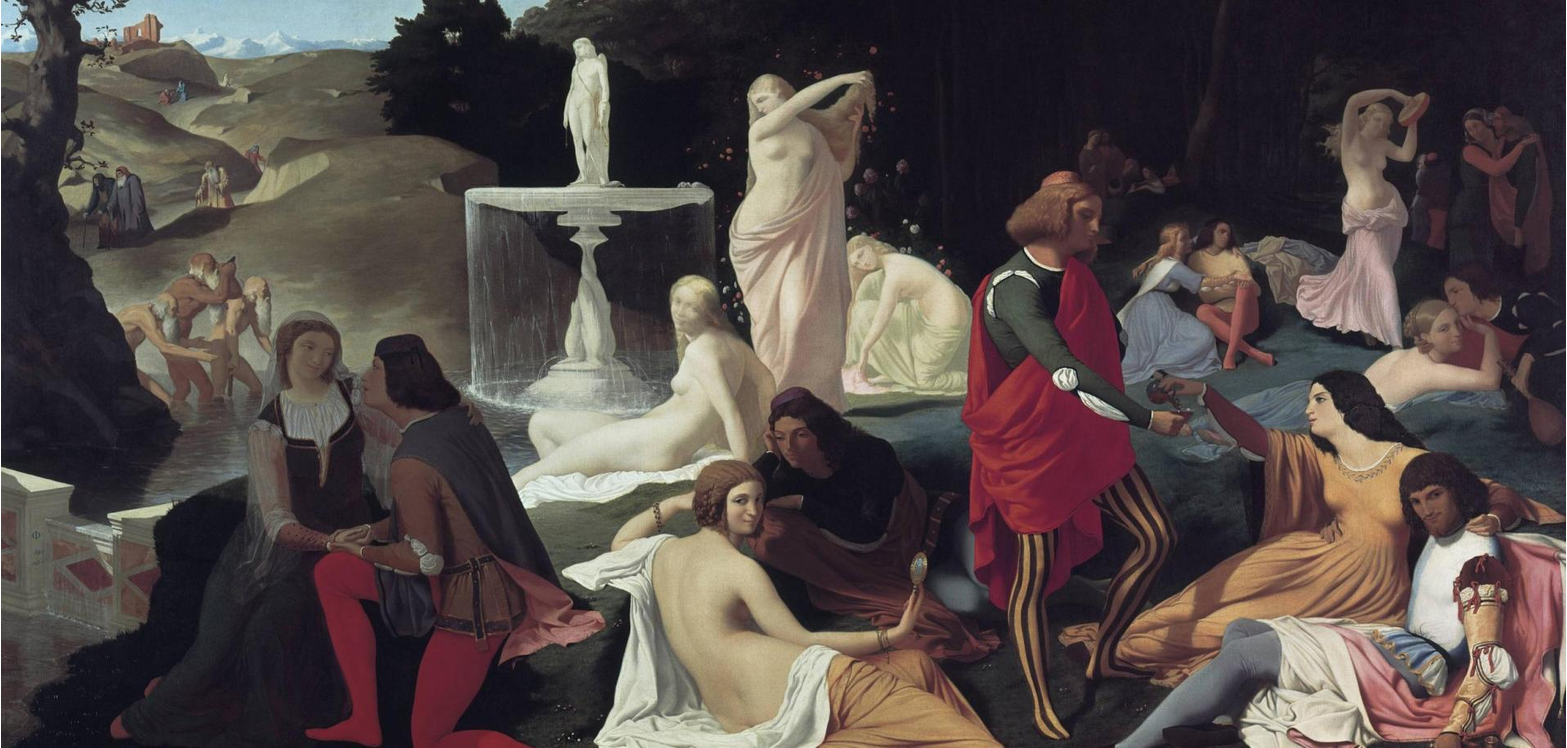
Haussoullier : Fontaine de Jouvence (1844), toile exposée au Salon de 1845 (collection Graham Reynolds, Londres).

Influencé par les Salons de Denis Diderot, le poète français, sous le pseudonyme de Baudelaire Dufaÿs, publie, à 24 ans, le Salon de 1845. Ce Salon est une liste d'auteurs et de leurs œuvres, classés par genres : tableaux d'histoire, portraits, tableaux de genre, paysages, dessins et gravures et sculptures.
Dans l'édition commentée par André Ferran, celui-ci assure que « l'originalité de Baudelaire est d'avoir su, d'un grand clair, distinguer entre les faveurs d'un engouement moutonnier et le mérite durable ».
Baudelaire attaque la critique d'art de son époque. Il critique le manque d'impartialité des journalistes (qu'il appelle « les savants du feuilleton ») et la présence de la bourgeoisie. À son avis, « un esprit juste verra toujours qu'un grand artiste n'y peut que gagner, vu sa fécondité naturelle, et qu'un médiocre n'y peut trouver que le châtiment mérité ». Il se considère comme un guide pour le public, disant qu'« il faut le mettre sur une pente, et lui imprimer l'élan ».
Sauf Delacroix, William Haussoullier et Decamps, dans le Salon de 1845 « tout le monde peint de mieux en mieux […] mais d'invention, d'idées, de tempérament, pas davantage qu'avant ». Lors de l'analyse de l'œuvre de Schnetz, Baudelaire critique son absence d'originalité et nouveauté (« Hélas! Que faire de ces gros tableaux italiens? – nous sommes en 1845 – nous craignons fort que Schnetz en fasse encore de semblables en 1855 »). Par rapport à Joseph Fay, il regrette que son talent ne soit pas « au profit d'idées plus modernes ». Lors du chapitre consacré à la peinture paysagiste, Baudelaire avoue que « ce sont la naïveté et l'originalité qui constituent le mérite de M. Corot ». 
Ce que Baudelaire espère lors du suivant salon est « le vrai peintre, qui saura arracher à la vie actuelle son côté épique », « l'avènement du neuf ! ».

### Eugène Delacroix

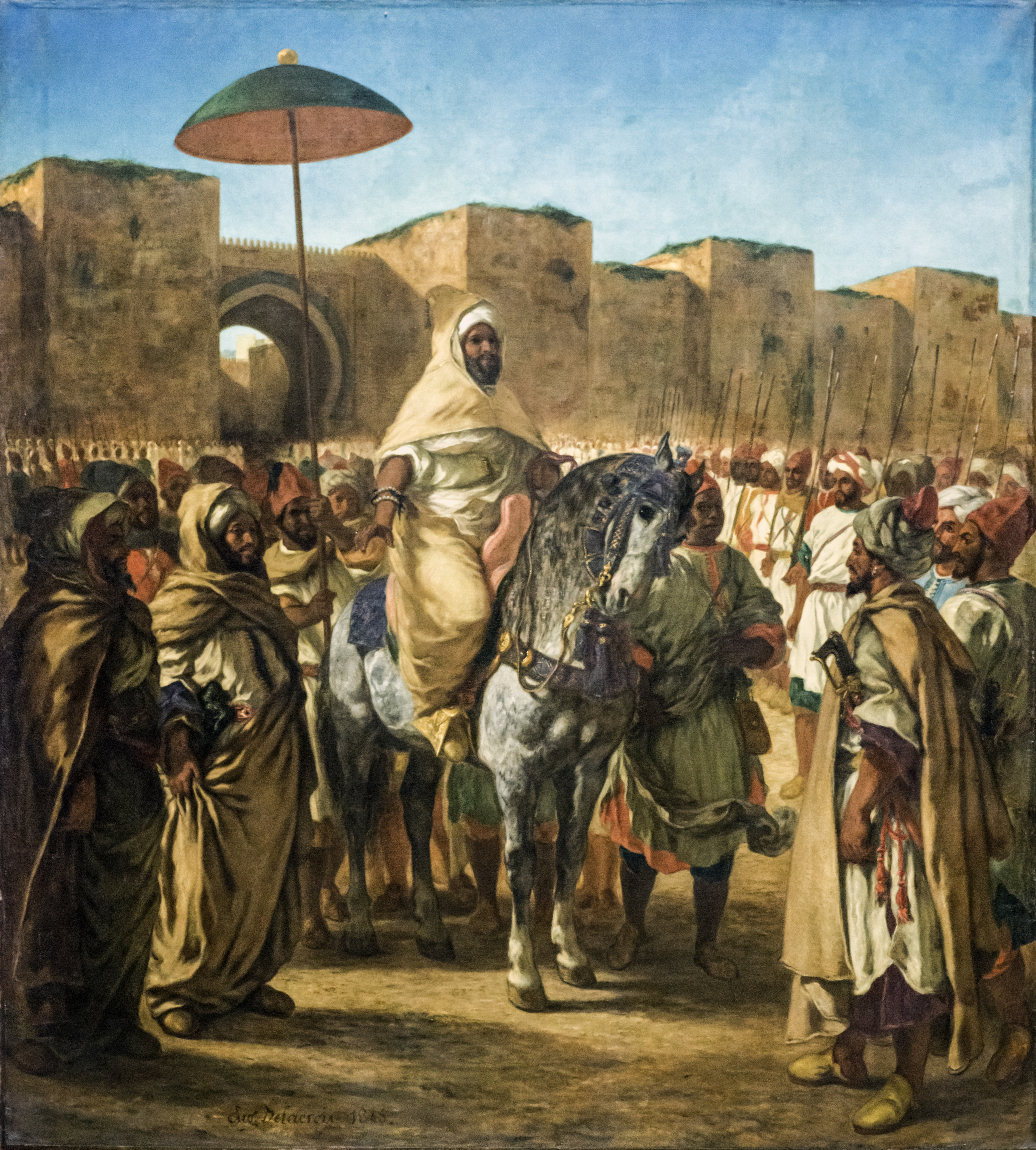
Le Sultan du Maroc entouré de sa garde et de ses officiers, Eugène Delacroix

Le poète montre son admiration pour les quatre tableaux envoyés par Eugène Delacroix (La Madeleine dans le désert « construit avec de l'harmonie », Dernières paroles de Marc-Aurèle, un tableau « splendide, magnifique, sublime, incompris », Une sibylle qui montre le rameau d'or et Le Sultan de Maroc entouré de sa garde et de ses officiers, dont l'harmonie devient une « coquetterie musicale »). Il défend que « M. Delacroix est décidément le peintre le plus original des temps anciens et des temps modernes ». Delacroix serait un génie à la recherche du neuf. Baudelaire revendique Delacroix face à Raphaël, car l'œuvre du premier saisit le « caractère insaisissable et tremblant de la nature », et non pas celle du peintre italien.

## Salon de 1846
Dans l'édition commentée par David Kelley de l'essai concernant le salon de 1846, celui-ci assume qu'il deviendra « l'un des fondateurs de la critique moderne ». Baudelaire y conserve son attitude réprobatrice envers la critique d'art journalistique, assurant que ce sont des ingrats. 
Lors du chapitre dédié aux portraits, Baudelaire assure que Victor Robert est « certainement un bon peintre, doué d'une main ferme ; mais l'artiste qui fait le portrait d'un homme célèbre ne doit point se contenter d'une pâte heureuse et superficielle ; car il fait aussi le portrait d'un esprit ». Il considère que les vrais artistes sont des « ouvriers émancipés », et non pas des produits des écoles.
Baudelaire s'adresse tout d'abord à la bourgeoisie. Étant donné le pouvoir qu'elle a dans la société (« vous êtes la force »), l'écrivain lui reproche de ne pas supporter suffisamment l'art. « Vous avez besoin d'art », affirme Baudelaire. 
Charles Baudelaire analyse le Romantisme du milieu du XIXe siècle pour mieux encadrer les artistes dont il va parler dans le Salon. Il assure que le Romantisme se repère par le présent : « S'appeler romantique, et regarder systématiquement le passé, c'est se contredire ». Il propose la définition suivante : « Pour moi le romantisme est l'expression la plus récente, la plus actuelle du beau ».
Baudelaire définit la couleur comme « l'accord de deux tons », celui chaud et celui froid. Il définit donc les coloristes dans lesquels il inclut des artistes tels que M. Catlin, M. Devéria ou M. Boissard. Selon Baudelaire, « un dessinateur est un coloriste manqué ».
Pour Baudelaire, la sculpture n'est qu'un art complémentaire. 

### Eugène Delacroix

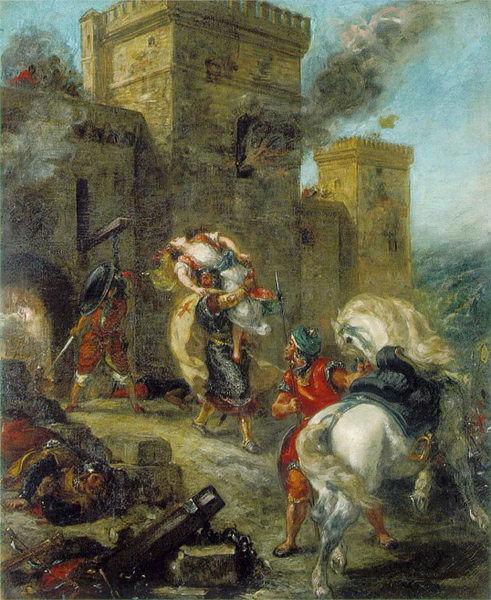
L'enlèvement de Rebecca, Eugène Delacroix

Baudelaire considère que « jusqu'à présent on a été injuste envers Eugène Delacroix ». Comme lors du Salon de 1845, l'auteur prend la défense de Delacroix. Pour conclure, Baudelaire considère que Delacroix est « la dernière expression du progrès dans l'art » car il possède la mélancolie suffisante pour peindre la douleur morale.

### Horace Vernet
Le poète français condamne le peintre Horace Vernet, le considérant comme « une irritation de l'épiderme français ». Il l'accuse d'être un militaire, voire « l'antithèse absolue de l'artiste ». De plus, il cultive le chic, c'est-à-dire « l'absence de modèle et de nature », qui comporte une certaine analogie avec le poncif.

## Salon de 1859
Le troisième Salon prend la forme d'une lettre, envoyée à M. le Directeur de la Revue Française, Jean Morel. Baudelaire condamne le peintre moderne, « l'enfant gâté », dont la seule volonté est celle de ressembler, à tout prix, « à l'artiste à la mode ». L'érudition sert ici à « déguiser l'absence d'imagination ». Selon lui, la photographie, « grâce à l'alliance naturelle qu'elle trouvera dans la sottise de la multitude », risque de remplacer la peinture. Tout cela a été provoqué par l'incapacité du public de concevoir « qu'il y a de plus éthéré et de plus immatériel ». Le public français est « singulièrement impuissant à sentir le bonheur de la rêverie ou de l'admiration ». 
Dans ce salon, Baudelaire défend une vision de la sculpture très différente de celle du salon de 1846. La sculpture a le pouvoir de donner « à tout ce qui est humain quelque chose d'éternel ». Cependant, assez souvent, le manque d'imagination annule ce pouvoir. C'est le cas de ce salon, sauf quelques exceptions telles que M. Franceschi et son Andromède ou M. Hébert, dont l'ouvrage est « plein de vide ». 
Malgré quelques honorables exceptions, Baudelaire fait la suivante valorisation du Salon de 1859 : « en résumé, beaucoup de pratique et d'habileté, mais très peu de génie ! ».